# Physothorax percaudatus
Physothorax percaudatus är en stekelart som beskrevs av Boucek 1993. Physothorax percaudatus ingår i släktet Physothorax och familjen gallglanssteklar.
Artens utbredningsområde är Colombia. Inga underarter finns listade i Catalogue of Life.